# Boyxanlı
Boyxanlı è un comune dell'Azerbaigian situato nel distretto di Cəlilabad. Conta una popolazione di 1 302 abitanti.